# Цандер, Бенджамин
Бенджамин Цандер (англ. Benjamin Zander, род. 9 марта 1939, Геррардс-кросс, Бакингемшир, Англия) — американский дирижер из Великобритании, музыкальный руководитель Бостонского молодежного филармонического оркестра, преподаватель Консерватории Новой Англии, музыковед, общественный деятель. Известен собственным видением произведений Густава Малера и популярными лекциями перед концертами.

## Биография
Изучать музыку Цандер начинал в родной Англии с игры на виолончели и уроков композиции под руководством собственного отца. Когда ему было девять лет, Бенджамин Бриттен проявил интерес к его развитию и пригласил семью Цандера провести три лета у него в Альдебурге. Это привело к длительному сотрудничеству с Бриттеном, а также тому, что Бенджамин начал брать уроки композиции и теории музыки у близкой подруги Бриттена Имоджен Холст, дочери Густава Холста.
В пятнадцатилетнем возрасте Цандер бросил школу и переехал во Флоренцию по приглашению виртуоза игры на виолончели Гаспара Касадо, который стал его учителем и наставником на следующие пять лет. Умение играть на виолончели Цандер развивал в ходе обучения в Государственной Академии Кёльна, активно путешествуя с Касадо, участвуя в концертах камерной музыки и давая сольные концерты.
В 1964 году Цандер окончил Университетский колледж Лондона (отделение Лондонского университета), получив награду за лучшее сочинение и стипендию Содружества Хакнеса на обучение в аспирантуре Гарварда. С этого момента Бостон стал его домом.
С 1967 года Цандер преподавал музыкальную интерпретацию на одном из факультетов Консерватории Новой Англии и руководил оркестром Молодёжной филармонии и оркестрами консерватории. В течение тех 32 лет, что он являлся дирижёром Молодёжной филармонии, Цандер руководил оркестрами в 12 международных турах, выпустил 5 коммерческих сборников и несколько документальных фильмов Public Broadcasting Service. Кроме того, он работал на NEC, являлся художественным директором Консерватории Новой Англии по программе Уолнат Хилл (англ. Walnut Hill School), известной частной школы-интерната, в которой он вел еженедельные мастер-классы.
С 1979 года по сегодняшний день Цандер является дирижёром Бостонского филармонического оркестра. В его обширном репертуаре особенно выделяются композиции эпохи позднего романтизма а также произведения композиторов XX века, особенно Густава Малера, интерпретацией произведений которого Цандер знаменит. Совместно с Бостонским филармоническим оркестром, он выпустил пять критических записей на произведения Стравинского, Бетховена, Малера, Шостаковича и Равеля.
Работы Цандера часто получали одобрения и высокие оценки. Среди них, отзыв в журнале «Classic CD», назвавший запись балета Стравинского «Весна священная» в исполнении оркестра Бостонской филармонии наилучшей из существующих. О Симфонии № 6 Малера, выпущенной Домиником Ривзом, журнал «American Record Guide» написал: «Здесь соединились Рэттл и оба Бернстайна, записанные так хорошо, как только можно это сделать… Наибольшим достижением Цандера и его полупрофессионального оркестра является шестая симфония Малера, многокомпонентная и наиболее сложная».
Сезон 2003—2004 годов был юбилейным, двадцать пятым сезоном Бостонского филармонического оркестра и был объявлен малеровским. Именно в этом сезоне вторая симфония Малера исполнялась на сцене нью-йоркского Карнеги-холла.
К настоящему моменту Цандеру принадлежит целая серия записей произведений Бетховена и Малера, созданных совместно с Лондонским филармоническим оркестром на независимой студии звукозаписи «Telarc». Каждая такая запись сопровождается диском с лекцией Цандера, в ходе которой он объясняет слушателям смысл музыкальных композиций. Журнал High Fidelity назвал его запись малеровской симфонии № 6 лучшей классической пластинкой 2002 года; третья симфония в 2004 году выиграла премию Германской ассоциации критиков в номинации «выбор критиков», девятая была номинирована на Грэмми. Последний релиз Пятой симфонии Брукнера (совместно с оркестром Лондонской филармонии) был номинирован на премию Гремми в 2010 году.
19 июля 2006 года Цандер получил степень почетного доктора наук в университете Лидса, 17 мая 2009 года — аналогичную степень от Консерватории Новой Англии за то, что дирижировал оркестрами Бостонской консерватории и Консерватории Новой Англии, а также хором Тафтского университета в Симфоническом зале Бостона.
Братья Цандера Люк (врач) и Майкл (профессор юриспруденции Лондонской школы экономики и политических наук) — также одаренные музыканты.

### Деятельность, не связанная с музыкой
Цандер активно занимается чтением лекций по лидерству для различных организаций. Четыре раза он был ведущим докладчиком на Всемирном экономическом форуме в Давосе, где был награждён Хрустальной премией за «выдающийся вклад в искусство и международные отношения».
Его книга «Искусство перспективы», написанная в соавторстве с женой, психотерапевтом Розамунд Цандер, была переведена на 17 языков.